# Nouveau théâtre Jules-Julien
 (mars 2013).
Si vous disposez d'ouvrages ou d'articles de référence ou si vous connaissez des sites web de qualité traitant du thème abordé ici, merci de compléter l'article en donnant les références utiles à sa vérifiabilité et en les liant à la section « Notes et références ».
Le théâtre Jules Julien est une salle de théâtre située à Toulouse.

## Le bâtiment
Le théâtre s’insère dans le groupe scolaire Jules-Julien dont il partage l’architecture. On peut lire d'ailleurs sur son fronton « Groupe scolaire Jules-Julien - Salle des fêtes ». Il est œuvre du Toulousain Jean Montariol qui, entre 1929 à 1949, marqua fortement le paysage architectural de la ville.

## Les activités
Inauguré en 1982 par Pierre Baudis, alors maire de Toulouse, le Nouveau Théâtre Jules Julien est confié à Luc Montech qui en prend la direction et s’y installe avec sa compagnie, le Théâtre Réel. Le lieu adopte une programmation éclectique qui soutient les nombreuses compagnies toulousaines, en essayant d'étendre et de diversifier les publics auxquels il s'adresse. Le Nouveau Théâtre Jules Julien ouvre ses portes aux représentations théâtrales, aux concerts, aux lectures, à la danse ou à l'improvisation. Il accueille une école de l'acteur destinée aux adultes amateurs et jeunes, propose des « rencontres du spectateur » permettant au public de mieux comprendre les techniques de création pour envisager le spectacle sous le jour de l'éclairage, de la scénographie et travaille en étroite collaboration avec les enseignants en proposant des spectacles jeune public ou en intervenant dans les classes sous forme d'initiation théâtrale ou d'aide au montage de spectacles.
En 2011, la municipalité décide de créer une nouvelle structure en régie, composée des théâtres Sorano et Jules Julien. Le théâtre Sorano propose une programmation pluridisciplinaire, avec une sensibilité particulière sur les écritures d’aujourd’hui et l’accompagnement de compagnies associées et en résidence. Le théâtre Jules Julien poursuit quant à lui sa mission de théâtre jeune public et de théâtre amateur pour un public intergénérationnel.
En 2016, les théâtres Sorano et Jules Julien se séparent. Pascal Papini, comédien, metteur en scène, directeur de la section théâtre du Conservatoire à Rayonnement Régional de Toulouse (CRR) et enseignant, assure la direction du théâtre Jules Julien.
Avec la mise en place du département théâtre au Conservatoire et ses classes d’insertions professionnelle, le théâtre Jules Julien est rattaché au conservatoire à rayonnement régional de la ville de Toulouse, il assure une mission de soutien et de diffusion aux jeunes compagnies. Il s’inscrit également comme un lieu de fabrique et de transmission.
Véritable passeur de théâtre, Jules Julien poursuit ses actions de formation envers le public jeune, adulte et professionnel. Il fortifie ses liens avec les établissements scolaires par une programmation dédiée et des actions culturelles renouvelées. Il favorise également les rencontres professionnelles entre artistes et public avec des invités et des temps forts. Le théâtre accueille en permanence en résidence de jeunes compagnies et accompagne leurs nouvelles créations, présentations de maquette, sorties de fabrique et avant-premières.